# Munna instructa
Munna instructa is een pissebed uit de familie Munnidae. De wetenschappelijke naam van de soort is voor het eerst geldig gepubliceerd in 1971 door Cleret.